# Gustavo Moretto
Gustavo Rafael Moretto (n. Buenos Aires, Argentina, 31 de marzo de 1950) es un destacado músico, compositor, pianista y trompetista argentino, precursor de la música de fusión del jazz, el rock y el tango. En la década de 1970 integró la banda Alma y Vida, formó la banda Alas y fue miembro invitado de Invisible y la Banda Spinetta. A fines de la década de 1970 se radicó en Estados Unidos donde se dedica a la enseñanza de música.

## Biografía
Gustavo Moretto nació en Buenos Aires. Su madre era Nelly Moretto, quien fuera una de las precursoras de la composición de música electroacústica y electrónica en Argentina. Tuvo una hermana, Marcia Moretto que fue una conocida modelo y coreógrafa con una importante carrera en Francia, que falleció en 1983. Inició su carrera musical como trompetista, pianista y compositor del grupo Alma y Vida, destacada banda argentina precursora en la fusión del rock y el jazz. 
En 1974 se separó de Alma y Vida para formar un trío llamado Alas -donde componía, cantaba e interpretaba el teclado e instrumentos de viento-, con Carlos Riganti (batería) y Alex Zuker (bajo y guitarra), este último luego reemplazado por Pedro Aznar. Con Alas, Moretto buscaba desarrollar un sonido en el que se fusionaran el jazz, el rock y el tango, en la línea evolutiva que estaba marcando Astor Piazzolla. Cuenta el productor Miguel Grinberg en su libro 25 años de rock que:

Dos de los mayores impactados por el espíritu piazzoleano, fueron Luis Alberto Spinetta y Gustavo Moretto. Fue una especie de amor a primera vista ya que durante un "Almuerzo con Mirtha Legrand" por TV, Piazzolla no escatimó elogios para esos músicos.

El propio Spinetta hablaba así de Moretto en esos días:

¿Por qué los tipos que más me respetan son los más capos? ¿Por qué un tipo como Gustavo Moretto, que es un tipo que pone una partitura de Debussy y la toca leyéndola, que tiene un conocimiento musical que supera el mío varias veces, y que tiene una oreja tan grande como la mía, y yo la tengo infernal, y que tiene un caudal poético que viene increíble, que canta bien, y que toca como la sanputa, y que armó un grupo como Alas que en menos de dos años rompe todo... por qué ese tipo escucha El anillo del Capitán Beto y me dice que es lo más hermoso que escuchó en su vida y me doy cuenta que lo dice en serio?
Luis Alberto Spinetta (Entrevista de Miguel Grinberg

Moretto fue convocado por Spinetta a participar del álbum El jardín de los presentes, considerado por la revista Rolling Stone como el #28 entre los 100 mejores álbumes de la historia del rock argentino. Moretto ejecuta allí el teclado (ARP String Ensemble) en "Ruido de magia" y "Las golondrinas de Plaza de Mayo", este último uno de los temas clásicos del cancionero spinetteano.   
Alas discontinuó su trabajo a comienzos de 1978, acuciada por las dificultades económicas en un momento de Argentina asfixiante a causa de la dictadura que imperaba, pero ha quedado valorizada como una de las grandes bandas de la historia de la música argentina.
Durante los últimos años de la década de 1970 integró la Banda Spinetta mediante la cual Luis Alberto Spinetta llevó adelante lo que llamó su "proyecto jazzero" (sic). Spinetta ha dicho que fue justamente Gustavo Moretto quien lo entusiasmó para acercarse al jazz al presentarle a Diego Rapoport, con quien el líder de Almendra llevaría adelante gran parte de su etapa jazzística hasta concretar Spinetta Jade.
En 1979 integró el grupo La Banda, liderado por el uruguayo Rubén Rada -recién radicado en Argentina- con Bernardo Baraj (saxo), Luis Cerávolo (batería) y Ricardo Sanz (bajo). En 1980 graban un disco con el título del grupo que tuvo muy buena recepción.
Ese mismo año de 1979 se radicó en Estados Unidos para recibir educación formal musical obteniendo un doctorado en composición en la Universidad de Columbia, y un título de grado en el Conservatorio de Nueva Inglaterra, desempeñándose también como profesor a cargo del programa instrumental en La Guardia Community College de New York desde 1996.

## Discografía (Álbumes)
- 1971 - Alma y Vida, Volumen 1, RCA
- 1972 - Alma y Vida, Volumen 2, RCA
- 1973 - Alma y Vida, Del gemido de un gorrión, RCA
- 1973 - Alma y Vida, Volumen 3, RCA
- 1974 - Alma y Vida, Volumen 4, RCA
- 1975 - Alas, simple Aire (surgente)
- 1976 - Alas, Alas, EMI 8294
- 1983 - Alas, Pinta tu aldea, EMI 8597
- 1996 - Silenciosamente, composición de Moretto interpretada por Earplay,  Centaur Records
- 2005 - Alas (con Daniel Binelli), Mimame bandoneón, Sonoram
- 2011 - Yo me acuerdo Buenos Aires,